# Whose Line Is It Anyway?
Whose Line Is It Anyway? (denominado en ocasiones como Whose Line? o abreviado WLIIA?) es un programa televisivo de comedia improvisada. Al principio, era un programa de radio transmitido en Gran Bretaña, pero luego comenzó a emitirse por televisión en el Channel 4 británico. Posteriormente, se produjo en Estados Unidos.
El programa consiste en un panel de cuatro panelistas y comediantes, quienes crean personajes, escenas y canciones, en forma de juegos improvisados. Los temas de los juegos están basados en las sugerencias de la audiencia o son predeterminados por los productores. Tanto la versión británica como la americana tienen el estilo de un programa de juegos falso, en donde el conductor asigna puntos y elige a un ganador sobre el final de cada episodio.

## Historia
Whose Line Is It Anyway? fue creado por Dan Patterson y Mark Leveson en 1988 como un programa de radio, emitido por  BBC Radio 4. En esta versión prematura, los conductores debían leer los créditos en una forma humorística o divertida; como era un programa de radio, era necesario que alguien "leyera" los mismos.  Esta manera de leer los créditos había sido utilizada por primera vez en el programa de radio de la BBC I'm Sorry, I'll Read That Again. Efectivamente, el título del programa es una parodia de otro programa de radio, llamado What's My Line?. El programa radial tuvo seis episodios, con Clive Anderson como anfitrión, y John Sessions y Stephen Fry como panelistas.
Más tarde, el programa comenzó a ser emitido por televisión en el canal inglés Channel 4, sufriendo cambios en su formato. Tanto el programa radial como el televisivo fueron conducidos por Anderson, pero, en televisión, no contó con panelistas. El programa televisivo tuvo diez temporadas, llegando a emitirse un total de  136 episodios.
Los primeros episodios del programa fueron grabados en Londres. Sin embargo, como algunos participantes no eran británicos, fue grabado cada vez más regularmente en los Estados Unidos, específicamente en la ciudad de Nueva York.
El programa atrajo la atención del comediante americano Drew Carey, quien trabajó con el panelista de Whose Line? Ryan Stiles, en su propio show, a The Drew Carey Show. Carey convenció a la ABC para emitir programas piloto en los Estados Unidos. El show obtuvo un éxito inmediato, por lo que Carey fue su conductor definitivo, y duró seis temporadas, emitiéndose los jueves por la noche. Luego, comenzó a verse por la señal NBC; mientras el canal trabajaba para emitir dos episodios estreno por noche, éstos muchas veces no salían al aire, siendo reemplazados por especiales u otros programas televisivos.
La versión americana era prácticamente igual a la británica, a pesar de que hubo un ligero cambio en los juegos y en los panelistas (Ryan Stiles y Colin Mochrie, quienes formaban parte de la versión británica, estuvieron también en la americana, junto con  Wayne Brady). Los sketches en la versión americana también tendían a ser más largos y complicados que sus pares ingleses; además, el conductor se involucraba más en las actividades, y, ocasionalmente, había estrellas invitadas. Mientras las reglas del juego eran elegidas deliberadamente por Anderson en la serie inglesa con el pretexto de que eran muy importantes, Carey decidió tomar todo un poco más a la ligera, estableciendo las reglas al principio de cada episodio o a través del mismo. Además, la versión británica era más de comedia improvisada, lo cual significa que ocasionalmente se jugaban juegos diseñados para demostrar las habilidades actorales de los participantes. Esta versión también se arriesgaba más, emitiendo juegos en los cuales los participantes fallaban estrepitosamente. El juego fallido más famoso ocurrió cuando Tony Slattery no pudo adivinar unas pistas y terminó enfadándose con Clive Anderson.
La última temporada de la versión británica, emitida en 1998 y conducida aún por Clive Anderson, fue grabada en el mismo estudio de Hollywood de la versión americana. Esta temporada fue originalmente emitida sólo en los Estados Unidos, por el canal de cable Comedy Central. La señal había emitido la serie en su versión inglesa desde principios de los 90s, aunque algunos episodios eran editados para remover juegos del programa o contenido ofensivo. En abril de 2006, comenzaron a emitirse repeticiones del programa por la señal BBC America; sin embargo, el canal no ha mostrado episodios grabados antes de 1994. Todo esto, sumado a los episodios dobles (eran emitidos dos episodios por noche, uno después del otro) resultó en una emisión de muchos episodios ocurrida a menos de un mes del final de la serie.
La versión americana fue cancelada por la ABC en 2003 debido a su baja audiencia; sin embargo, el canal comenzó a emitir los programas que no habían tenido aire en el año 2004. En ese mismo año, el canal ABC Family, el cual había estado emitiendo programas repetidos desde 2002, comenzó a emitir programas nuevos, los cuales aparecieron en 2005.
El programa también fue la inspiración del show de corta duración Drew Carey's Green Screen Show, el cual se estrenó en 2004 en la señal WB.
En la actualidad, el programa puede ser visto en ABC Family, de doce a una del mediodía (horario de Estados Unidos), a menos que sea reemplazado por una película o un especial.

## Participantes
El programa original de radio emitido por BBC Radio 4 consistía en el conductor, Clive Anderson, junto con dos participantes (Stephen Fry y John Sessions) y dos estrellas invitadas. Clive Anderson continuó siendo el conductor cuando el programa comenzó a ser televisado, y los invitados comenzaron a ser cada vez más populares. Entre otros, visitaron el show Josie Lawrence, Paul Merton, Brad Sherwood, Rory Bremner, Eddie Izzard, Caroline Quentin, Tony Slattery, Ryan Stiles, Sandi Toksvig, Wayne Brady, Colin Mochrie, Mike McShane, Jim Sweeney, Steve Steen, Niall Ashdown, Ardal O'Hanlon, Chip Esten, Stephen Frost, y Greg Proops. John Sessions siguió estando en el programa, y en ocasiones llegó a co-conducirlo junto con Anderson, pero solo durante los primeros episodios. La canción de la versión inglesa fue compuesta por Philip Pope.
La versión americana tuvo como participantes regulares a Colin Mochrie, Ryan Stiles y Wayne Brady. Además, presentó invitados muy reconocidos, como Robin Williams, Kathy Griffin, Catherine O'Hara, George Wendt, Phil LaMarr y Whoopi Goldberg. Otras celebridades participaron en juegos individualmente, como David Hasselhoff, Florence Henderson, Hugh Hefner, Jerry Springer, Joanie "Chyna" Laurer y Richard Simmons. En un episodio, la leyenda de la comedia Sid Caesar hizo una aparición y los aplausos y ovaciones para Caesar fueron tan largas que hubo que editarlas del original. Al final del programa, los productores presentaron una torta de cumpleaños para Caesar. Mochrie, Proops, Stiles, Esten, Brady y Sherwood aparecieron muchas veces en la versión británica. Josie Lawrence, por su parte, hizo apariciones para la serie americana.
Muchos de los sketches estuvieron acompañados por música, la cual era ejecutada por una orquesta, la cual formó parte del programa durante todas las temporadas. Segmentos como "Greatest Hits", "Hoedown", "Irish Drinking Song", "Show-Stopping Number" y "Song Styles" se basaron en la música. En el programa radial original, la música era compuesta por Colin Sell, pero cuando el show migró a la televisión Richard Vranch (de The Comedy Store Players) se convirtió en el músico del programa hasta su última temporada.

## Temática
A pesar de que Whose Line? tiene el formato clásico de un programa de juegos, carece de competencia real, lo cual lo diferencia de los shows normales de ese estilo. La tarea que debe desempeñar el conductor son similares a la de los conductores de programas de entretenimientos. Su trabajo es hacer valer los puntos y elegir un ganador arbitrariamente.
Cada episodio comienza cuando el conductor le da la bienvenida a la audiencia del programa, y presenta a los participantes con una broma sobre la persona (por ejemplo, "El hombre bajo más alto del mundo: Ryan Stiles."). Luego, el conductor presenta el primer juego; luego de su finalización, otorga los puntos a los ganadores, y procede a continuar con el siguiente juego. Al final del programa, se elige a un ganador o ganadores. En la versión británica, los ganadores deben leer los créditos en el estilo que eligiese el conductor. Uno de los estilos más notables fue "el estilo de Tony Slattery", el cual había sido utilizado por primera vez cuando Slattery estaba presente y había sido el único perdedor. En la versión americana, los ganadores deben elegir entre jugar a un juego con el conductor o sentarse en la silla del mismo, dejando que los demás jueguen el juego. En todas las temporadas con excepción de la primera, los créditos eran leídos por los participantes, en el estilo que eligiese el conductor.
El programa era grabado en vivo frente a una audiencia, y tenía una duración de 45 minutos sumados a 15 minutos de publicidades por episodio. Luego, era editado, logrando un compacto de aproximadamente 25 minutos de duración. Una sola grabación del programa incluía varias versiones del mismo juego; además, los productores hacían muchos programas de una sola sesión de grabación.
Durante la época en que Drew Carey era conductor, la distribución de los puntos durante el programa era muy arbitraria, ya que Carey pensaba que los puntos en Whose Line? eran lo menos importante. Según él, no tenían sentido, al igual que "los micrófonos en los conciertos de Britney Spears", "la trampa en el Solitario", y 'Blair Witch 2'.

## Juegos
El número y estilo de juegos variaba considerablemente en cada episodio. La amplia variedad de juegos ayudaba a dar constancia de que no hubo un episodio totalmente igual a otro; sin embargo, algunos juegos eran más comunes que otros, probablemente por su popularidad: "Helping Hands", "Hoedown", "Song Styles", "Party Quirks", "Let's Make a Date", "Greatest Hits", "Weird Newscasters", "Scenes from a Hat", "Props" y "Film and Theatre Styles".
La versión británica tenía juegos que exigían desarrollar actuaciones y canciones improvisadas, como Film & Theatre Styles, Standing, Sitting, Bending y Hoedown. Pocos juegos se preparaban para hacer reír al público, como Moving People y Courtroom Scene. La versión americana tenía juegos parecidos, pero trataban de incluir más comedia, como Action Replay, Irish Drinking Songs y Director.
Muchos juegos tenían el estilo de escenas de teatro tradicionales, pero con una menor exigencia. Uno de estos juegos era Helping Hands. En este juego, dos participantes actuaban una escena indicada por el conductor; sin embargo, uno de los participantes no podía utilizar sus manos, por lo que una tercera persona se ubicaba detrás de éste para ofrecerle sus propias manos. Muchas veces, se les pedía a los participantes que preparasen diferentes comidas. Ryan, la mayoría de las veces, terminaba con la espalda empapada de sus brebajes, debido a la torpeza de las manos de Colin. Otro juego tradicional del programa es Whose Line, en el cual dos participantes (a menudo Ryan y Colin) debían improvisar una escena de manera normal, pero leyendo un guion escrito por la audiencia y que ellos jamás habían visto. Los guiones trataban temas absurdos, y cambiaban la escena completamente de un momento a otro. En Gran Bretaña, uno de los juegos más populares era Film and Theatre Styles, conocido como Change of Cast en la versión americana, en el cual se jugaba con menor frecuencia. El juego apareció por primera vez cuando el programa se emitía por la radio, y luego continuó en la televisión. Consiste en que los participantes deben armar una escena teatral, pero en un momento la audiencia debe decirles qué género debían representar. Los más usuales eran "ciencia ficción" y "comedia de la restauración".
Muchos juegos requerían que los participantes usasen su talento musical. En el juego Hoedown, cada participante debía cantar una de las cuatro estrofas de una canción elegida. El estilo de la canción era elegido por la audiencia. Colin, quien tenía poca habilidad para la música, en una ocasión tuvo un "ataque cardíaco falso", el cual le impidió cantar. En la versión británica, a menudo se desmayaba para evitar cantar, y en la americana, cambiaba las letras de las canciones. Otro juego musical era el denominado Greatest Hits, un juego en el cual el anfitrión le pedía algo a la audiencia, por ejemplo, una profesión, y los participantes hacían un infomercial promocionando el último CD de un cantante imaginario, aunque cantando canciones reales. Los conductores del infomercial eran Ryan y Colin, y el cantante era Wayne, a pesar de que Chip Esten, Jeff Davis y Brad Sherwood también cantaban, con música provista por Laura Hall, Linda Taylor, y ocasionalmente otros músicos. Otro juego de este estilo era Song Styles; en este juego, un participante cantaba una canción sobre algún objeto o sobre algún miembro de la audiencia, en el estilo que era elegido por el conductor. El estilo podía ser un género musical, o un artista en particular. Wayne Brady, Brad Sherwood, Jeff Davis, Chip Esten, Mike McShane, y Josie Lawrence eran los que usualmente participaban en este juego, debido a sus habilidades para el canto. Bar Scene es un juego musical en el cual un participante (por lo general Chip Esten o Brad Sherwood en la versión de Estados Unidos y Josie Lawrence o Mike McShane en la versión británica) representaba a hombre escuchando cantar a los otros participantes: éstos debían cantar una canción sobre el estar enamorado, enojado o celebrando algo, lo cual era sugerido por la audiencia. Luego, el que había estado escuchando respondía cantando.
También había juegos de adivinanzas, en los cuales un participante debía determinar la identidad de los otros jugadores o de sí mismo. Uno de los principales juegos de este estilo en la versión británica era Party Quirks. En este juego, tres participantes recibían sobres con sugerencias de la audiencia. Dentro de los sobres se decían rasgos o peculiaridades de los personajes; luego, cada jugador actuaba como si fuese el invitado de una fiesta, adoptando las actitudes que se pedían en el sobre. El cuarto participante (normalmente Greg Proops o Tony Slattery en la versión inglesa) actuaba como el anfitrión de la fiesta, y debía identificar a sus invitados. Si los rasgos eran acertados correctamente, el jugador debía dejar la fiesta. En ocasiones, el anfitrión no podía adivinar las personalidades de los invitados, por lo que Clive debía terminar el juego antes de que se hiciese demasiado largo.
El juego Let's Make a Date tenía un concepto similar al anterior, pero era una parodia de los juegos televisivos en los cuales los participantes buscan una cita. En este juego, el cuarto jugador debía adivinar los rasgos de personalidad de sus compañeros de equipo, basándose en sus respuestas dadas tras haber sido entrevistados. Al igual que en Party Quirks, siempre se les asignaban rasgos de carácter muy particulares a los participantes, como "hombre que tiene una cámara oculta las 24 horas del día en su casa, con la ilusión de que se haga un reality show de su vida".
Otro juego era Super Heroes; en el cual la audiencia debía elegir un nombre para uno de los participantes y una crisis que el equipo debía resolver (generalmente mundana y extraña, como una escasez de queso en el mundo). Luego, el primer jugador debía actuar como lo indicaba su nombre, mientras que los demás trataban de adivinarlo.
Otro juego del programa era Sound Effects en donde un participante (por lo general Colin) debía hacer mímica y gestos mientras otro jugador (usualmente Ryan) hacía efectos de sonido con un micrófono. El jugador que hablaba debía tratar de descubrir qué era lo que estaba haciendo Colin, y, luego, hacer todos los sonidos que el otro participante simulaba hacer. En ocasiones, Colin y Ryan hacían mímica mientras dos miembros del público se encargaban del sonido.
En todos los programas, los juegos eran controlados por un panel de censores, quienes se encargaban de hacer que las bromas hechas sean adecuadas a un programa familiar.

## Diferencias entre ambas versiones
Una de las principales diferencias entre la versión británica y la americana es la secuencia de presentación. La versión de Estados Unidos nunca tuvo una presentación tradicional, mientras que la británica sí la tuvo, aunque fue variando con el correr de las temporadas. En la primera temporada, la secuencia de presentación mostraba videos del programa. A partir de la segunda temporada, comenzó a mostrar las siluetas de los actores representando escenas. La última presentación mostraba las escenas, siendo representadas por dibujos animados hechos de líneas, en una parodia a la serie italiana La Línea; las figuras estaban superpuestas sobre el famoso logo de Hollywood, en la ciudad de Los Angeles.
Otra diferencia es la participación tanto del conductor como de la audiencia en ambas versiones. En la versión británica, Anderson raramente interactuaba con los participantes durante los juegos, si no que animaba a la audiencia a hacer sugerencias para representar las escenas; en cambio, en la versión estadounidense, Drew Carey era mucho más activo. Los participantes interactuaban con Carey durante los juegos mucho más frecuentemente que en la otra versión. Muchos juegos en la versión de EE. UU. también incluyeron una mayor participación del público, como "Scene with an Audience Member", "Dubbing", una variación de "Sound Effects" en el cual dos miembros de la audiencia hacen los sonidos en lugar de los participantes, y "Song Styles" y "Three Headed Broadway Star", en el cual a menudo una persona del público debía cantar una canción.
El final del programa y el momento en que se elegía a un ganador también variaba. En la versión inglesa, el ganador leía los créditos de la manera que lo pidiese el conductor. En la versión americana, cualquier participante leía los créditos, y el ganador podía elegir entre jugar un juego con el conductor o sentarse en la silla del mismo, mientras los demás jugaban el juego.

## Lanzamiento en DVD
Se han lanzado DVD para las dos versiones del programa.

### Reino Unido
El primer lanzamiento en DVD de la versión británica, el cual contenía las dos primeras temporadas, se efectuó en Estados Unidos el día 27 de marzo de 2007. Además, los episodios fueron lanzados a la venta en VHS (sólo en el Reino Unido) a mediados de los 90's.
Las primeras cuatro temporadas de la serie también estuvieron disponibles para ser alquiladas mediante el servicio gratuito Channel 4 en demanda.
La primera y la segunda temporada británica fueron lanzadas en una caja de cuatro DVD en el Reino Unido por Channel 4 el día 25 de febrero de 2008.

### Estados Unidos
El primer DVD (Primera Temporada, Volumen 1), el cual incluía a la primera temporada de la versión americana de Whose Line? fue lanzado a la venta el día 26 de septiembre de 2006. Contiene versiones "censuradas" o que no fueron emitidas. La entrega incluye los primeros diez episodios de la primera temporada.  En los primeros siete episodios se reemplazó la música original del programa por la utilizada en los episodios posteriores.
Warner Bros. lanzó el segundo DVD (Primera Temporada, Volumen 2) el  9 de octubre de 2007, pero solo la versión de los programas que no fueron emitidos.

## Otras versiones
De Lama's ( Países Bajos)El programa usa algunos juegos de la versión original y otros nuevos. Ha ganado varios premios y es uno de los programas con mayor audiencia en la televisión holandesa.
Lo Kar Lo Baat ( India)en la India, un programa de televisión basado en Whose Line Is It Anyway? se denominó Lo Kar Lo Baat. La mayor parte de los juegos son copias del original.
Onvoorziene omstandigheden ( Bélgica)en Bélgica, se emite una versión llamada Onvoorziene omstandigheden. Es conducido por Mark Uytterhoeven en la señal Één.
Frei Schnauze ( Alemania)en Alemania, la versión del programa británico entretiene a la audiencia con juegos muy similares. El programa comenzó como una emisión de media hora de duración, aunque se convirtió en un show de una hora en 2006. El conductor de Frei Schnauze es el comediante alemán Dirk Bach.
Hatten Rundt ( Dinamarca)en Dinamarca, este programa siguió un estilo muy parecido a Whose Line?. Sin embargo, la versión danesa puso mucho más énfasisen la actuación que en la comedia.
Shel Mi Hashura Hazot ( Israel)(traducción: "¿De quién es ese texto?") es la versión israelí del programa.
Wild n Out ( Estados Unidos)emitido por MTV y conducido por Nick Cannon, Wild n Out es una versión musical del programa, el cual siempre cuenta con estrellas invitadas. La música es siempre de hip-hop.
Whose Pie is it Anyway? ( Australia)es la versión no oficial australiana del programa, y fue creada por la señal The T Team. Duró muy poco tiempo, y contuvo segmentos de las versiones originales, tanto de la británica como de la americana.
Anında Görüntü Show ( Turquía)en Turquía, el programa se llama "Anında Görüntü Show", lo cual significa "Programa de Visión Inmediata". A pesar de que hay algunas diferencias en el formato, es muy parecido al original "Whose Line Is It, Anyway?".
Tsotskhali Show ( Georgia)en Georgia, el programa es una copia del original, con modificaciones menores.
Pagauk kampą ( Lituania)(traducido, "Atrapa la esquina" o "Hazlo rápido") Es la versión que se emite en Lituania.
Beugró  ( Hungría)Es la versión húngara, fue lanzada en la noche de año nuevo de 2007.
Kamikaze ( Canadá)Es la versión franco-canadiense del programa, y se emitió en la cadena Radio-Canada a principios del año 2000. El programa no tuvo mucho éxito debido a su gran cantidad de publicidades.
L'audition ( Canadá)es otra versión franco-canadiense, la cual salió al aire en 2006, en la cadena TQS de Quebec. El concepto del programa estaba basado en el juego de Whose Line? titulado Director de Hollywood, en donde el anfitrión interpretaba al director. Cada semana, tres invitados de la cultura popular de Quebec eran invitados a improvisar juegos y escenas varias, como un concurso de cocina falso, o escenas de películas modificadas. La principal causa del fracaso del programa fueron las malas elecciones de las estrellas invitadas, que siempre consistían en actores y cantantes en lugar de comediantes. Además, el show salía al aire cuatro veces a la semana (con episodios diferentes pero los mismos invitados), lo cual hacía bajar la calidad del mismo. TQS decidió cancelar el programa luego de tres meses de su estreno.
¿Quién dijo yo? ( México)Versión mexicana producida por Once TV del Instituto Politécnico Nacional, trasmitida los miércoles a las 19:05 con repetición los domingos a las 18:30.
Los improvisadores ( Chile)versión chilena del programa que se transmitió por el canal de cable Vía X.
Improvisa ( Ecuador)La versión ecuatoriana fue lanzada al aire en Ecuavisa en 2008. En la actualidad en Ecuavisa Internacional. Sigue el formato básico pero se le han agregado algunos juegos nuevos.
É Tudo Improviso ( Brasil)versión brasileña emitida por TV Bandeirantes.
Quinta Categoria ( Brasil)Es una versión Brasilera producida por MTV Brazil.
Los impredecibles ( Colombia)Es la versión colombiana transmitida los sábados en el Canal Caracol, que fue lanzada el 5 de marzo de 2011.
Se le tiene ( Colombia)Versión colombiana del programa que fue lanzada el 6 de marzo de 2011, en el canal RCN.
Los irrepetibles ( España)Adaptación del formato, emitido por La Sexta en 2006 y 2007, y presentado por Emilio Aragón.